# Адријан Минуне
Адријан Минуне (рум. Adrian Minune; Општина Штефанештиј Де Жос, 24. септембар 1974) је румунски певач ромског порекла.

## Биографија
Рођен је 24. септембра 1974. у општини Штефанештиј Де Жос. Прославио се почетком 2000-их са хитовима Jumătate tu, Jumătate eu, Așa sunt zilele mele, Chef de Chef и Au inima mea. Познат је и по свом ниском расту, раније је користио уметничко име Адријан Копилул Минуне што га није спречило да буде један од најпризнатијих уметника у Румунији. Шведски ди-џеј Салватор Ганаци му је одао почаст свирајући његову песму Așa sunt zilele mele на фестивалу Neversea 2019. године.
Глумио је у филмовима Гаџо дило и The Rage. Године 2004. се оженио са Еленом са којом има две ћерке и сина. Са њима живи и његова мајка Флоренца, која га је сама одгајала од његове друге године.